# Gerrymandering
Gerrymandering betegner indenfor statskundskab den situation, hvor valgkredse fast- og omlægges med det eksplicitte formål at fremme valget af bestemte kandidater i et valgsystem med flertalsvalg i enkeltmandskredse.
Fremgangsmåden er, at man isolerer forskellige områder, regioner, byer eller kvarterer og sørger for at det ene partis vælgere samles i så få valgkredse som muligt, hvor de så har et stort flertal, mens det andet parti så har et mindre flertal i flere valgkredse.
Udtrykket stammer fra 1812, hvor Massachusetts' daværende guvernør Elbridge Gerry fastlagde et politisk distrikt, der efter en journalists mening lignede en tegning af en salamander.
Gerrymandering kendes først og fremmest fra USA, hvor det betragtes som et effektivt politisk våben – først og fremmest i kampen om kontrollen med Repræsentanternes Hus.
Gerrymandering er ikke i sig selv ulovligt i USA, men det er forfatningsstridigt at foretage gerrymandering på grundlag af f.eks. områdernes racemæssige sammensætning. Der har været tilfælde af sådan forfatningsstridig gerrymandering i delstaterne Virginia og Florida.